# 高橋隆博
高橋 隆博（たかはし たかひろ、1945年- ）は、日本の美術工芸史学者。関西大学名誉教授。

## 略歴
山形県生まれ。1967年関西大学文学部史学科卒、1971年同大学院博士課程中退。1993年「漆芸文化史の研究」で文学博士。1971年奈良県立美術館学芸員、1986年帝塚山短期大学助教授、1989年関西大学文学部助教授をへて、1993年教授となり、のち関西大学博物館長を務めた。2016年関西大学なにわ大阪研究センター特別顧問。専門、美術工芸史。

## 著書
- 『韓国史跡と美術の旅』創元社 1988
- 『巡歴大和風物誌』関西大学出版部 2010
- 『大和の美と風土 街道をあるく』関西大学出版部 2011

### 共著編
- 河田貞『高麗李朝の螺鈿』写真・日竎貞夫、毎日新聞社、1986年10月20日。(要登録)
- 「土器づくりの伝統が江戸時代に花開いた赤膚焼」 大石慎三郎（監修）、石川松太郎（編集）『江戸時代人づくり風土記―ふるさとの人と知恵 29 奈良』農山漁村文化協会、1998年
- 『博物館学概説 改訂版』網干善教共編 関西大学出版部 2001
- 『博物館学ハンドブック』森隆男, 米田文孝共編著. 関西大学出版部, 2005
- 『新発見豊臣期大坂図屏風』編. 清文堂出版 2010

## 論文
- ＜高橋隆博